# Gambellara
Gambellara (Ganbełara in veneto) è un comune italiano di 3 504 abitanti della provincia di Vicenza in Veneto. Famosa per le sue produzioni vitivinicole, è conosciuta nel mondo per i suoi vini più rappresentativi: il recioto di Gambellara e il Gambellara Vin Santo.
Gambellara ha anche tre frazioni: Sarmazza, Torri di Confine e Sorio di Gambellara.

## Storia
A Sorio, durante la prima Guerra d'Indipendenza, l'8 aprile 1848 si è svolta la battaglia di Sorio tra l'impero austriaco e corpi franchi della Repubblica di San Marco. 
Nel 1913, fu scoperto un tesoro di 55 monete d'argento risalente al XVII secolo.

### Simboli
Lo stemma si presenta tagliato: nel primo di rosso, al grappolo d'uva d'oro, gambuto e fogliato di verde; nel secondo, di azzurro, è rappresentato l'obelisco eretto a ricordo della battaglia di Sorio dell'8 aprile 1848, cimato da una stella a quattro punte e fondato sul centrale di tre bassi colli verdi al naturale; con il capo di porpora, a due rami di quercia e d'alloro, annodati da un nastro dai colori nazionali. Il gonfalone è un drappo tagliato di verde e di rosso.

## Monumenti e luoghi d'interesse
- Chiesa di San Pietro Apostolo
- Chiesa di San Giorgio in Sorio
- Chiesetta di San Marco
- Oratorio di San Michele Arcangelo in Torri di Confine (cappella di Villa Thiene)
- Villa Thiene
- Basalti colonnari di Gambellara

Rocce vulcaniche a forma di colonne prismatiche esagonali formatesi circa 50 milioni di anni fa, sono un patrimonio geologico unico che merita di essere preservato e valorizzato.
Ad oggi, a causa della intensa attività estrattiva del secondo dopoguerra, si è conservato solo un breve tratto dello spettacolare fronte basaltico originario, testimonianza dell’incredibile importanza geologica del sito.

## Società

### Evoluzione demografica
Abitanti censiti

## Cultura

### Eventi
La festa paesana più importante a Gambellara è la Festa dell'uva e del recioto, che è arrivata alla novantaduesima edizione.
La sagra si svolge la quarta domenica di settembre di ogni anno, mentre la sagra del santo patrono, san Marco, viene festeggiata il 25 aprile.
In occasione dell’Epifania inoltre, si festeggia l’accensione del cosiddetto Bujelo, il rogo della befana.

## Geografia antropica

### Frazioni
- Sarmazza: divisa tra il comune di Gambellara (provincia di Vicenza) e Monteforte d'Alpone (provincia di Verona).
- Sorio: durante la prima guerra d'indipendenza, l'8 aprile 1848, vi si è svolta la battaglia di Sorio tra l'impero austriaco e corpi franchi della Repubblica di San Marco.
- Torri di confine.

## Amministrazione
| Periodo | Periodo   | Primo cittadino  | Partito                            | Carica  | Note |
| ------- | --------- | ---------------- | ---------------------------------- | ------- | ---- |
| 1985    | 1989      | Luigi Zonin      | DC                                 | Sindaco |      |
| 1989    | 1990      | Pietro Tomba     | DC                                 | Sindaco |      |
| 1990    | 1995      | Luigi Zonin      | Lista civica                       | Sindaco |      |
| 1995    | 2001      | Giuseppe Vignato | Centro-sinistra                    | Sindaco |      |
| 2001    | 2011      | Luciana Zonin    | Lista civica                       | Sindaco |      |
| 2011    | 2016      | Michela Doro     | Lista civica Vivere Gambellara     | Sindaco |      |
| 2016    | in carica | Michele Poli     | Lista civica Futuro per Gambellara | Sindaco |      |

### Gemellaggi
- Butera

## Galleria d'immagini

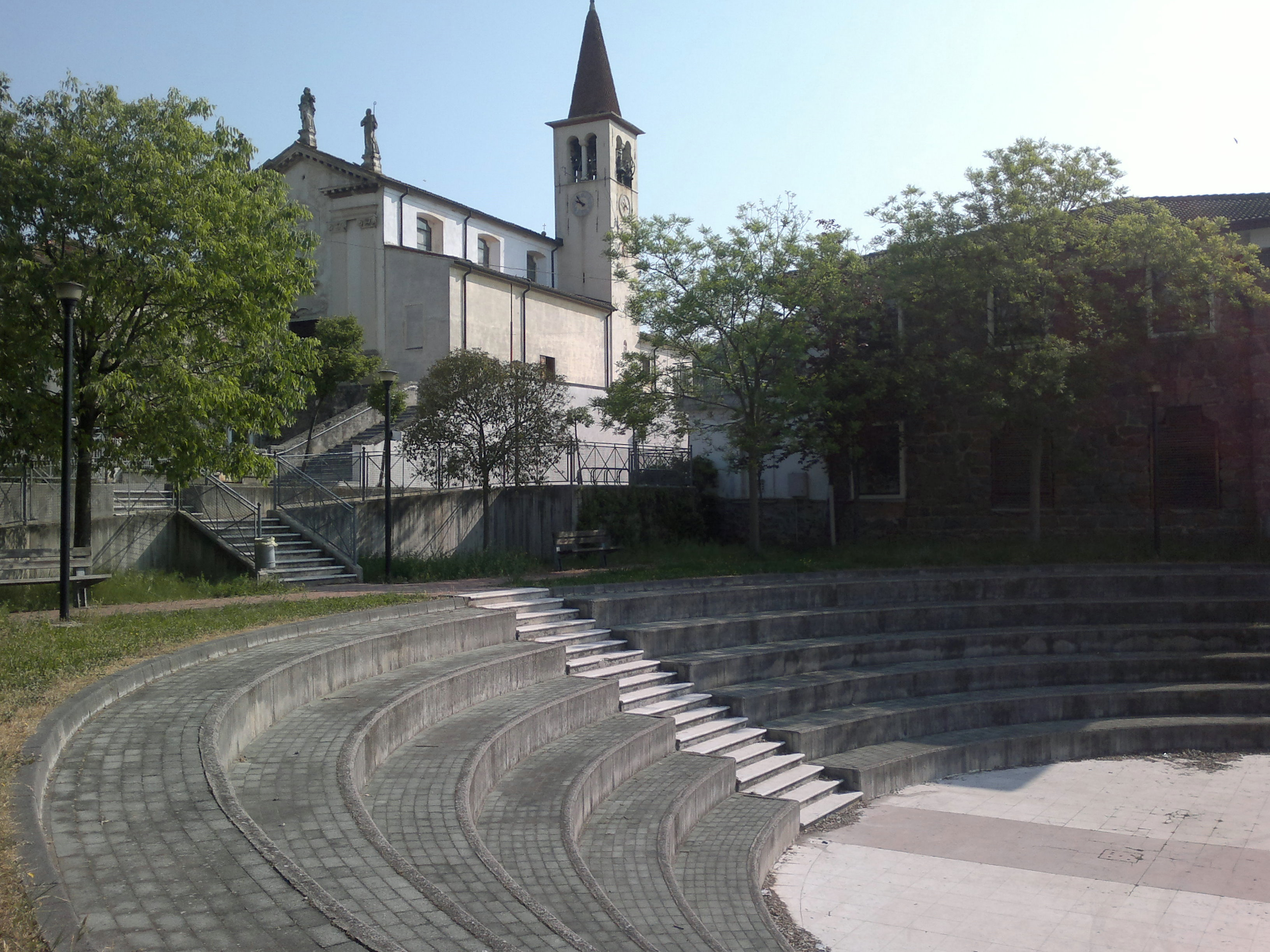
Sorio (Gambellara)
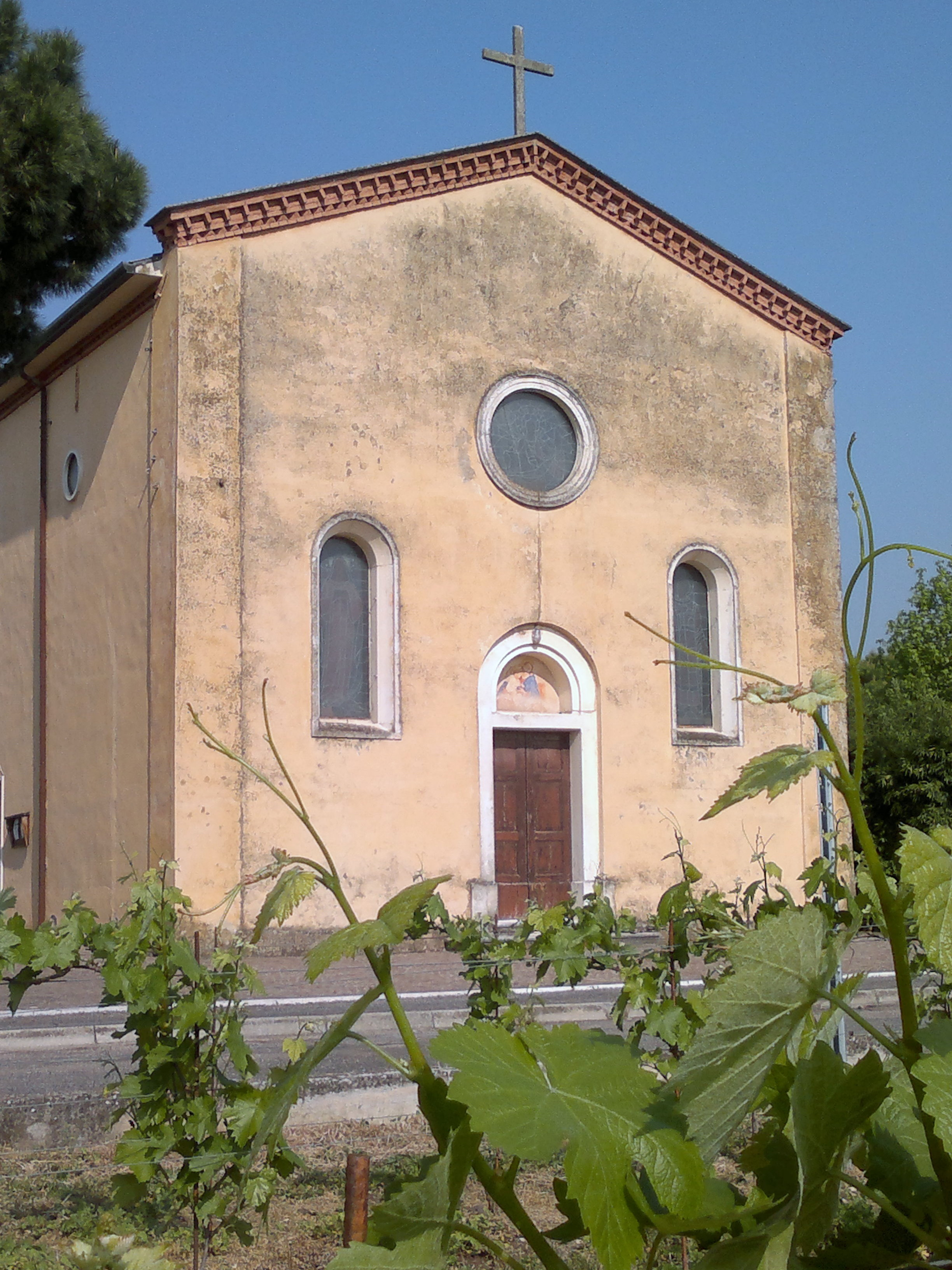
Chiesetta di Sarmazza
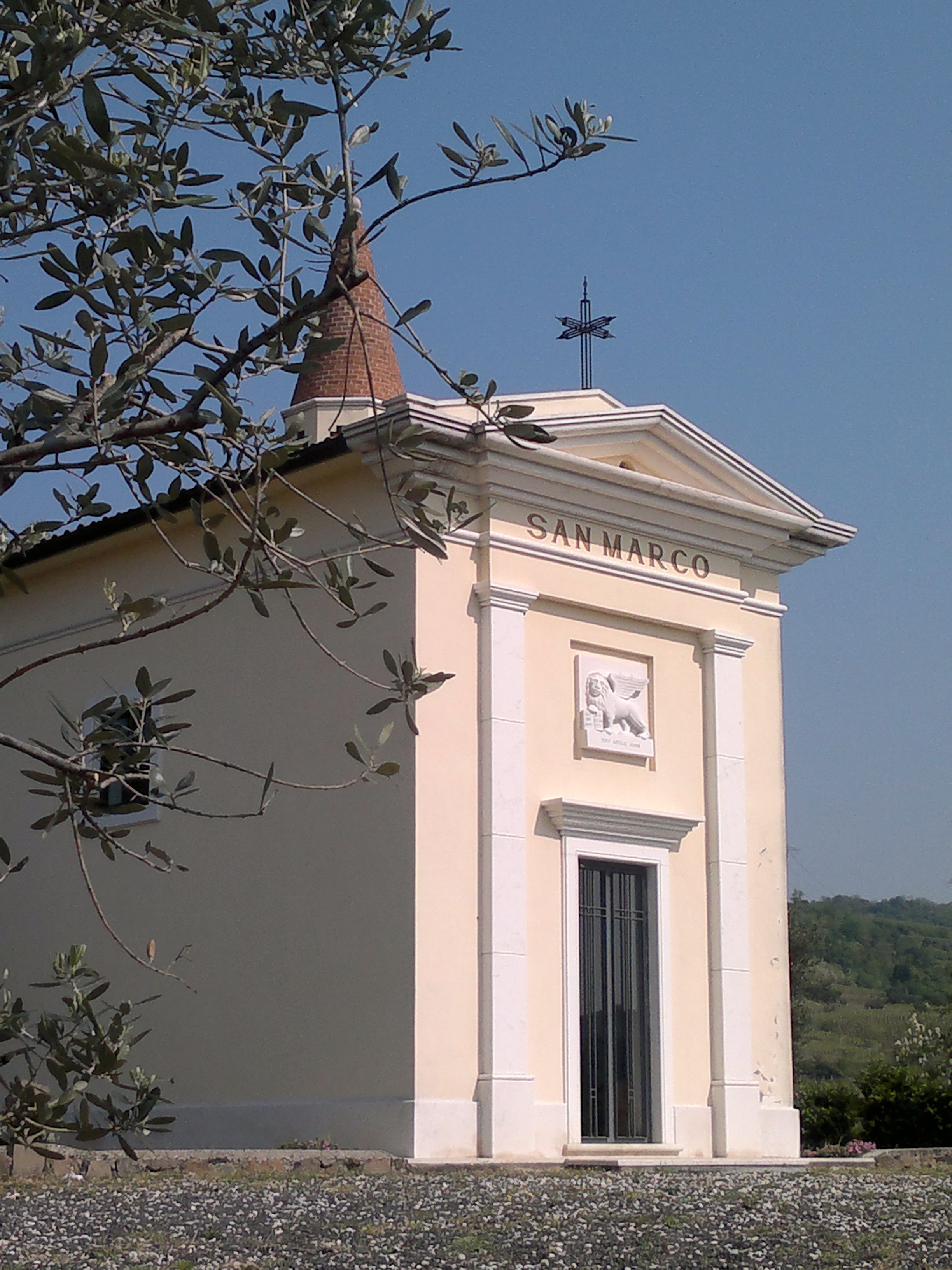
Chiesetta di San Marco Gambellara
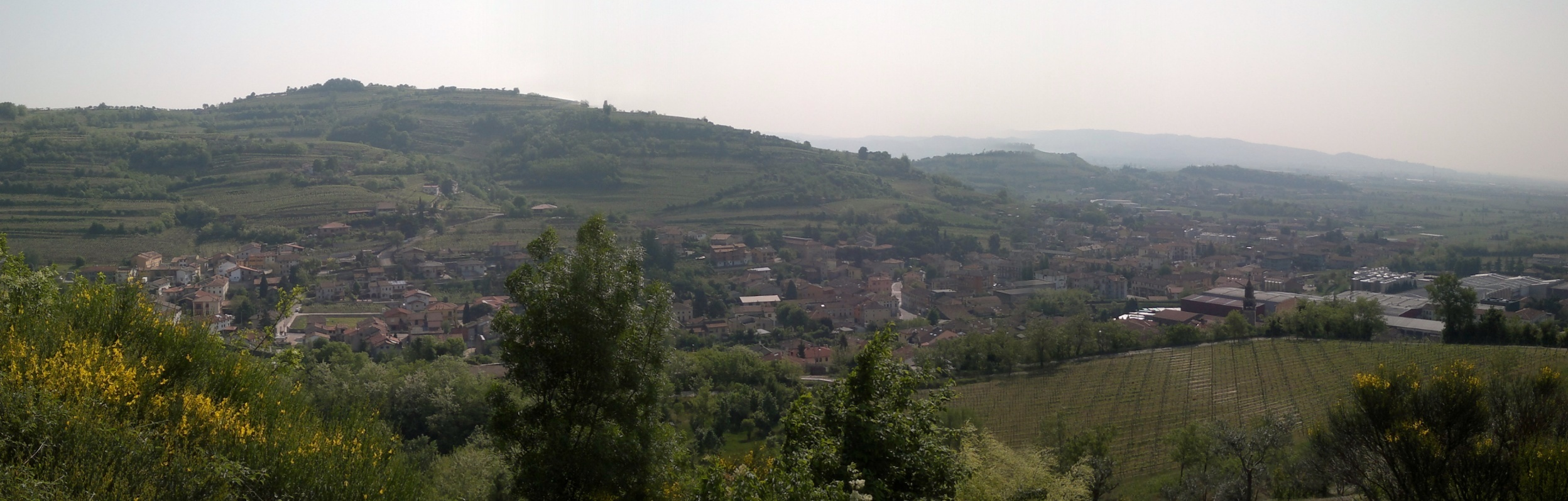
Panorama di Gambellara dalla chiesetta di San Marco
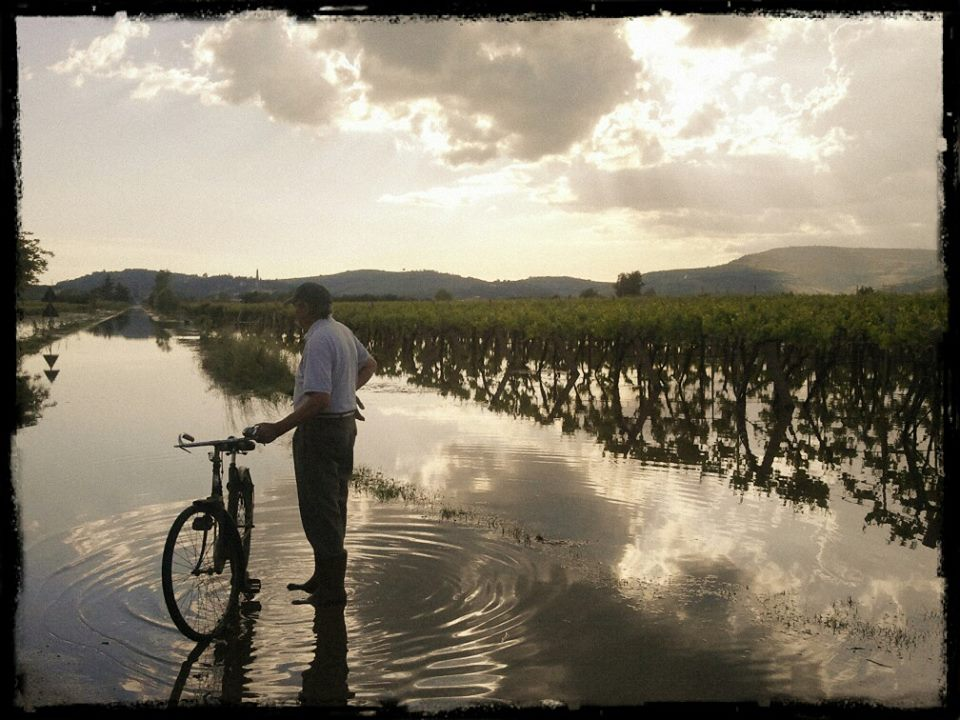
Località Sarmazza allagata a seguito delle abbondanti piogge (maggio 2013)
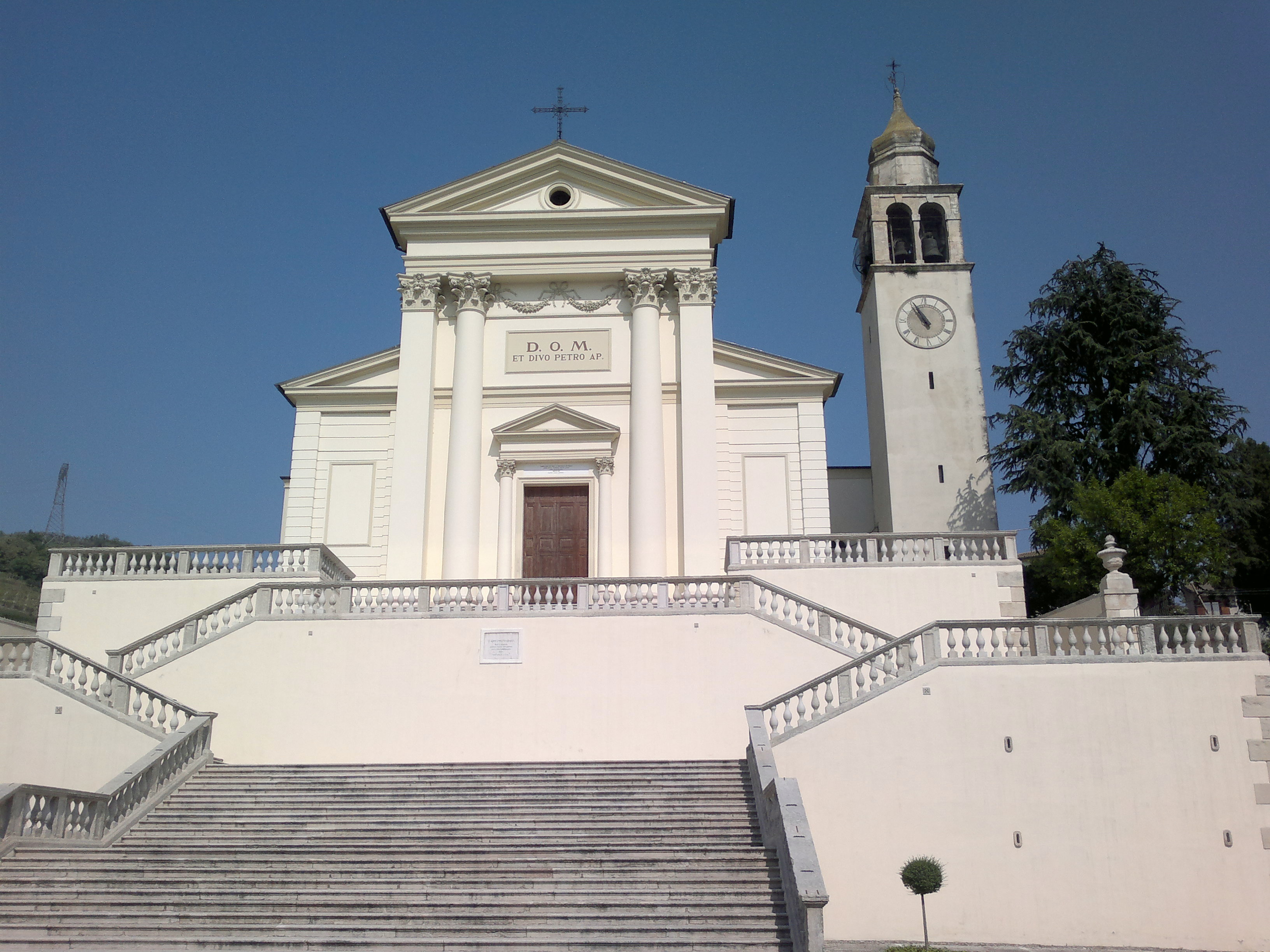
La chiesa di San Pietro Apostolo con le sue scalinate